# Raúl Asencio (futebolista nascido em 2003)
1. REDIRECIONAMENTO Raúl Asencio